# Країна бур (фільм)
«Країна бур» (угор. Viharsarok) — угорсько-німецький фільм-драма 2014 року, поставлений режисером-дебютантом Адамом Часі. Світова прем'єра відбулася 8 лютого 2014 року на 64-му Берлінському міжнародному кінофестивалі. Фільм брав участь в міжнародній конкурсній програмі 44-го Київського міжнародного кінофестивалю «Молодість» у 2014 році.
У фільмі знявся Ондраш Шюто в ролі Сабольча, молодого чоловіка, який повертається додому в Угорщину після завершення своєї футбольної кар'єри в Німеччині та починає романтичні та сексуальні стосунки з Ароном (Адам Ворго), учнем каменяра з сусіднього міста. Ситуація ускладнюється, коли Бернард (Себастьян Урзендовський), колишній сусід Сабольча по кімнаті в Німеччині, приїжджає, щоб переконати його повернутися до футбольних тренувань.

## Сюжет
Сабольч, молодий угорець, грає в одній з німецьких футбольних команд разом із німцем Бернардом, його найкращим другом. Після невдалої гри і сварки з Бернардом, Сабольч повертається на батьківщину і поселяється в сільській місцевості в старому будинку, який він успадкував від діда, мріючи про спокійне життя у відремонтованому будинку за розведенням бджіл, назавжди забувши про футбол. Однак його самотність триває недовго: невдовзі після прибуття він знайомиться з місцевим юнаком Ароном, учнем каменяра з сусіднього села. Разом хлопці відремонтували старий будинок, і за цей час їхні дружні стосунки переросли в любовний роман. Але в той час як Сабольч починає приймати свою сексуальну ідентичність, для Арона це стає згубним: жителі його рідного села, до яких дійшли чутки про стосунки хлопців, обурені і навіть його мати відвертається від нього.
До Сабольча в гості приїздить Бернард і намагається переконати того повернутися до Німеччини. Деякий час між трійцею тримається ідилія. Але коли Бернар їде геть, Саболч вирішує залишитися з Ароном: він не може залишити його в такому пригніченому стані і в нетерпимому оточенні.

## У ролях
- Ондраш Шюто — Сабольч
- Адам Ворго — Арон
- Себастьян Ужендовський — Бернард
- Еніко Борчок — матір Арона
- Лайош Отто Хорват — батько Сабольча
- Зіта Тебі — Бріджі
- Уве Лауер — тренер
- Міклош Рефі — лікар
- Сабольч Фабіан — Томі
- Габор Харсай — священик
- Крістоф Горват — Фрічі
- Жолт Нярі — Мікі
- Мішель Віктор — Юрген

## Знімальна група
- Режисер — Адам Часі
- Продюсери — Вікторія Петраній, Естер Дьорфаш
- Сценаристи — Іван Сабо, Адам Часі
- Оператор — Марсель Рів
- Художник — Нора Токач
- Композитор — Чобо Колоташ

## Реліз
Світова прем'єра фільму відбулася 8 лютого 2014 року на 64-му Берлінському міжнародному кінофестивалі. Через півтора місяця, 20 березня, фільм вийшов в угорських кінотеатрах. Після показів на фестивалях по всьому світу, зокрема в Чехії, США, Канаді, Ізраїлі, Боснії та Герцеговині та Ірландії, фільм вийшов на DVD у Нідерландах 11 вересня 2014 року. 10 жовтня того ж року фільм був представлений глядачам на Міжнародному кінофестивалі у Чикаго. 27 листопада фільм вийшла у кінотеатральний прокат у Німеччині. Прем'єра угорського DVD відбулася 23 квітня 2015 року.

## Сприйняття
Фільм отримав позитивні відгуки критиків, як угорських, так і міжнародних. Естер Сімор, журналістка, яка працює для filmtekercs.hu, назвала «Країну бур» «емоційною, прекрасною історією кохання», яка може навчити угорське суспільство толерантності, а режисера Адама Часі відмітила як «талановитого режисера». Девід Руні (The Hollywood Reporter) назвав «Країну бур» «захопливою драмою».

## Визнання
| Нагороди та номінації фільму «Країна бур» | Нагороди та номінації фільму «Країна бур»  | Нагороди та номінації фільму «Країна бур»     | Нагороди та номінації фільму «Країна бур» | Нагороди та номінації фільму «Країна бур» | Нагороди та номінації фільму «Країна бур» |
| Рік                                       | Кінофестиваль/кінопремія                   | Категорія/нагорода                            | Номінант                                  | Результат                                 |                                           |
| ----------------------------------------- | ------------------------------------------ | --------------------------------------------- | ----------------------------------------- | ----------------------------------------- | ----------------------------------------- |
| 2014                                      | 64-й Берлінський міжнародний кінофестиваль | Найкращий дебютний художній фільм             | Країна бур                                | Номінація                                 |                                           |
| 2014                                      | Міжнародний кінофестиваль у Чикаго         | Приз глядацьких симпатій                      | Країна бур                                | Номінація                                 |                                           |
| 2014                                      | Сараєвський кінофестиваль                  | Найкращий фільм                               | Країна бур                                | Номінація                                 |                                           |
| 2014                                      | Тайпеський кінофестиваль                   | Гран-прі міжнародної програми нових талантів  | Країна бур                                | Номінація                                 |                                           |
| 2014                                      | Тайпеський кінофестиваль                   | Спеціальний приз журі програми нових талантів | Адам Часі                                 | Перемога                                  |                                           |